# Цетунь
Цетунь (пол. Cetuń) — село в Польщі, у гміні Полянув Кошалінського повіту Західнопоморського воєводства.
У 1975-1998 роках село належало до Кошалінського воєводства.